# Paulownia
Paulownia je rod sa 6 do 17 vrsta (u zavisnosti od taksonomskog stručnjaka) cvetnica u familiji Paulowniaceae, koji je srodan sa i ponekad se uključuje u Scrophulariaceae. Ove biljke su prisutne širom Kine, južno do severnog Laosa i Vijetnama, id dugo vremena se kultiviraju na drugim mestima u istorčnoj Aziji, a posebno u Japanu i Koreji.

## Nastanak vrste
je najkvalitetniji hibrid (nije GMO), a nastala je udruženim radom tri svetski najpoznatija instituta iz Amerike, Nemačke i Italije. Ova vrsta garantovano trpi temperature do -26 °C, raste za oko 20% brže od svih drugih vrsta i nije invanzivna. Međunarodno je klasifikovana i zaštićena kod Međunarodnog instituta za zaštitu intelektualne svojine u Ženevi. Većina drugih vrsta pre dve godine zabranjena u zemljama EU zbog invazivnosti. Na podneblju Srbije uspeva preko 97,70% sadnica, dok kada su u pitanju druge vrste taj procenat ne prelazi 50%. Razlog su slabosti na niske temperature, koje Bellissima jednostavno i lako podnosi.

## Vrste
Rod Paulownia:
- Paulownia australis
- Paulownia catalpifolia
- Paulownia coreana (Paulownia tomentosa var. coreana)
- Paulownia duclouxii
- Paulownia elongata
- Paulownia fargesii
- Paulownia fortunei[2]
- Paulownia glabrata
- Paulownia grandifolia
- Paulownia imperialis
- Paulownia kawakamii
- Paulownia lilacina
- Paulownia longifolia
- Paulownia meridionalis
- Paulownia mikado
- Paulownia recurva
- Paulownia rehderiana
- Paulownia shensiensis
- Paulownia silvestrii
- Paulownia taiwaniana
- Paulownia thyrsoidea
- Paulownia tomentosa
- Paulownia viscosa

## Spoljašnje veze
- www.paulovnija.info paulovnija.info
- Paulownia forestry information Архивирано на веб-сајту  (24. август 2011)
- Paulownia Research Center in China (Shaanxi) (in English)
- Flora of China - Paulownia
- Paulownia trees.org
- silvatree.com: Paulownia forestry
- fadr.msu.ru: "Paulownia, the Tree of Choice in China"
- fadr.msu.ru: "Paulownia, the Tree of Choice in China"